# 魯迪基夫卡
50°45′57″N 31°17′42″E / 50.76583°N 31.29500°E
魯迪基夫卡（羅馬化：Rudkivka）是烏克蘭北部的村莊，隸屬切爾尼希夫州的尼任區。該村面積3.7平方公里，海拔高度118米，2024年 （页面存档备份，存于）人口1,095。